# 第3航空旅団 (アルゼンチン空軍)
第3航空旅団（スペイン語: III Brigada Aérea、III BA）は、1949年に創設され、サンタフェ州レコンキスタに本部を置くアルゼンチン空軍の航空旅団。対地攻撃、近接航空支援、航空宇宙統合司令部と連携した不明航空機の邀撃を主任務とする。

## 部隊史
1949年3月15日に第3旅団（III Brigada）として創設され、レコンキスタ空軍基地と第2観測航空群（Grupo 2 de Observación）の指揮を引き継いだ。
1951年に第3旅団から第3航空旅団となり、レコンキスタ空軍基地、第2攻撃航空群、第3技術業務群、第3基地業務群で構成された。
1952年に第3航空旅団は解散し、基地にはレコンキスタ空軍分遣隊が創設された。
1956年にレコンキスタ空軍分遣隊が廃止され、代わってレコンキスタ空軍基地が創設された。
1979年に第3攻撃航空群が創設され、あわせて第3航空旅団が再建された。

## 部隊構成
- 第3航空旅団（III BA）：レコンキスタ空軍基地（サンタフェ州レコンキスタ）
  - 第3攻撃航空群（スペイン語版）（Grupo 3 de Ataque、G3A）
  - 第3技術業務群（Grupo Técnico 3、WG3）
  - 第3基地業務群（Grupo Base 3、GB3）

出典：

## 保有機
| 第3攻撃航空群 | 第3攻撃航空群                    |
| 飛行隊        | 機体                             |
| ------------- | -------------------------------- |
| 第1飛行隊     | エンブラエル EMB-312 ツカノ×15機 |
| 支援飛行隊    | セスナ C-182×2機 ベル 412EP      |